# 서초원
서초원(1995년 9월 6일 ~ )은 대한민국의 배우이자 모델이다. 여러 드라마의 주연을 맡았다. 후아유 - 학교 2015에서 초원 역을 맡았다.

## 참여 작품

### 텔레비전
- 귀신 보는 형사 처용
- 갑동이
- 후아유 - 학교 2015
- 응답하라 1988
- 공항 가는 길
- 이판사판
- 계룡선녀전 (드라마)